# Villa Eugenia

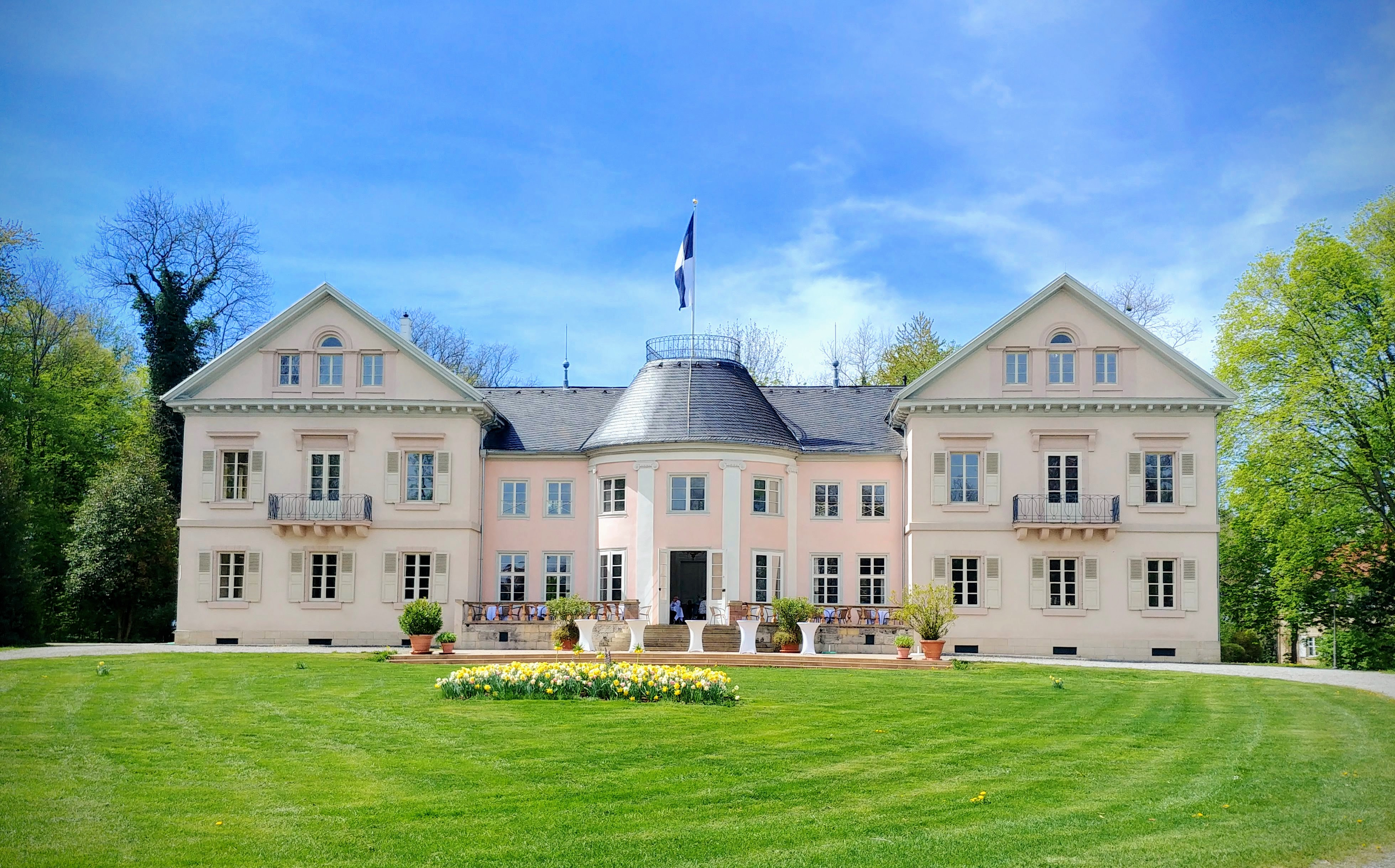
Villa Eugenia

Die Villa Eugenia in Hechingen im Zollernalbkreis (Baden-Württemberg) war die letzte Residenz der Fürsten von Hohenzollern-Hechingen. Sie wurde als frühklassizistischer Bau 1786/87 errichtet und 1833 im Stil des Spätklassizismus erweitert.

## Baugeschichte

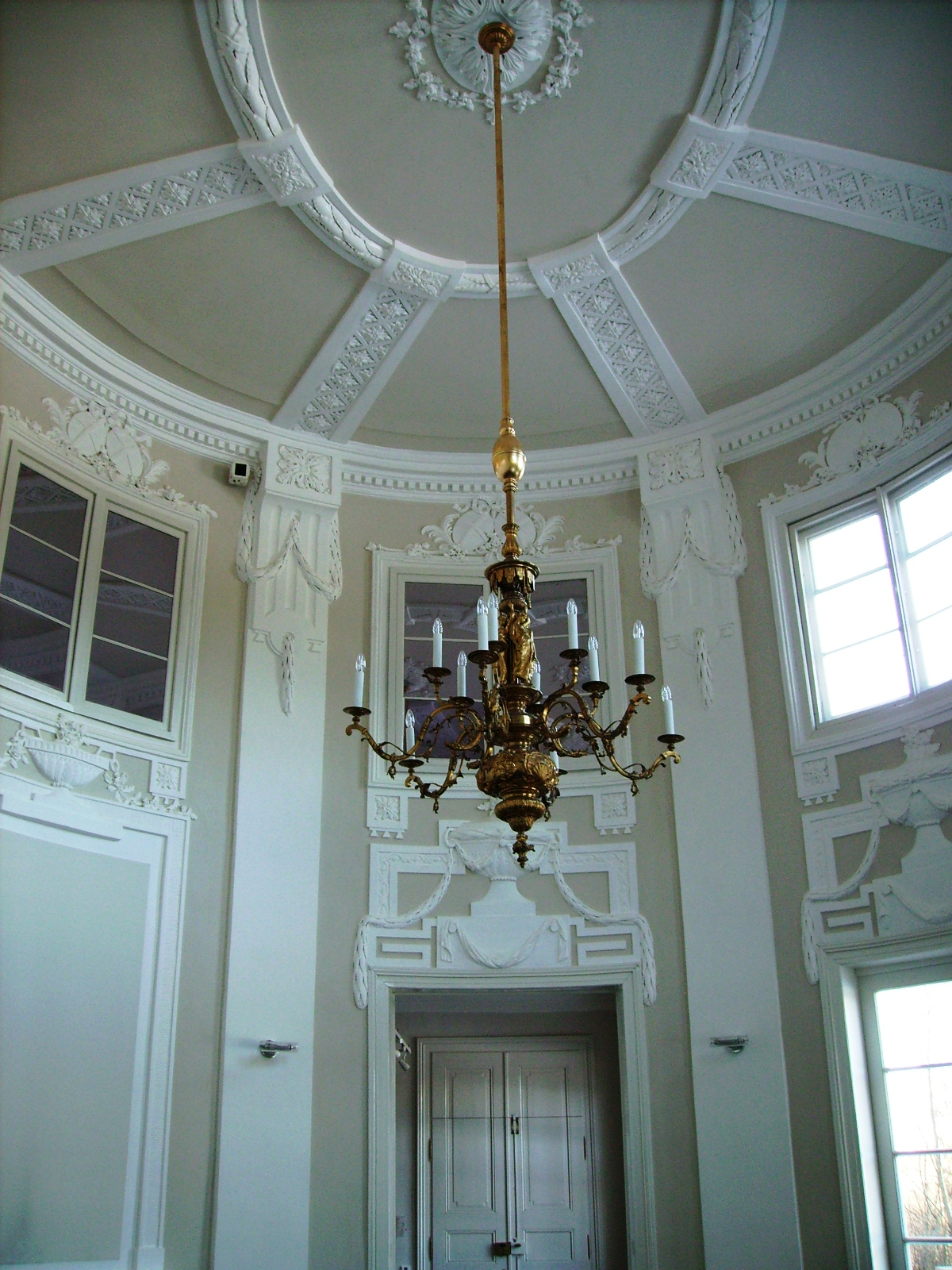
Rotunde im Erdgeschoss

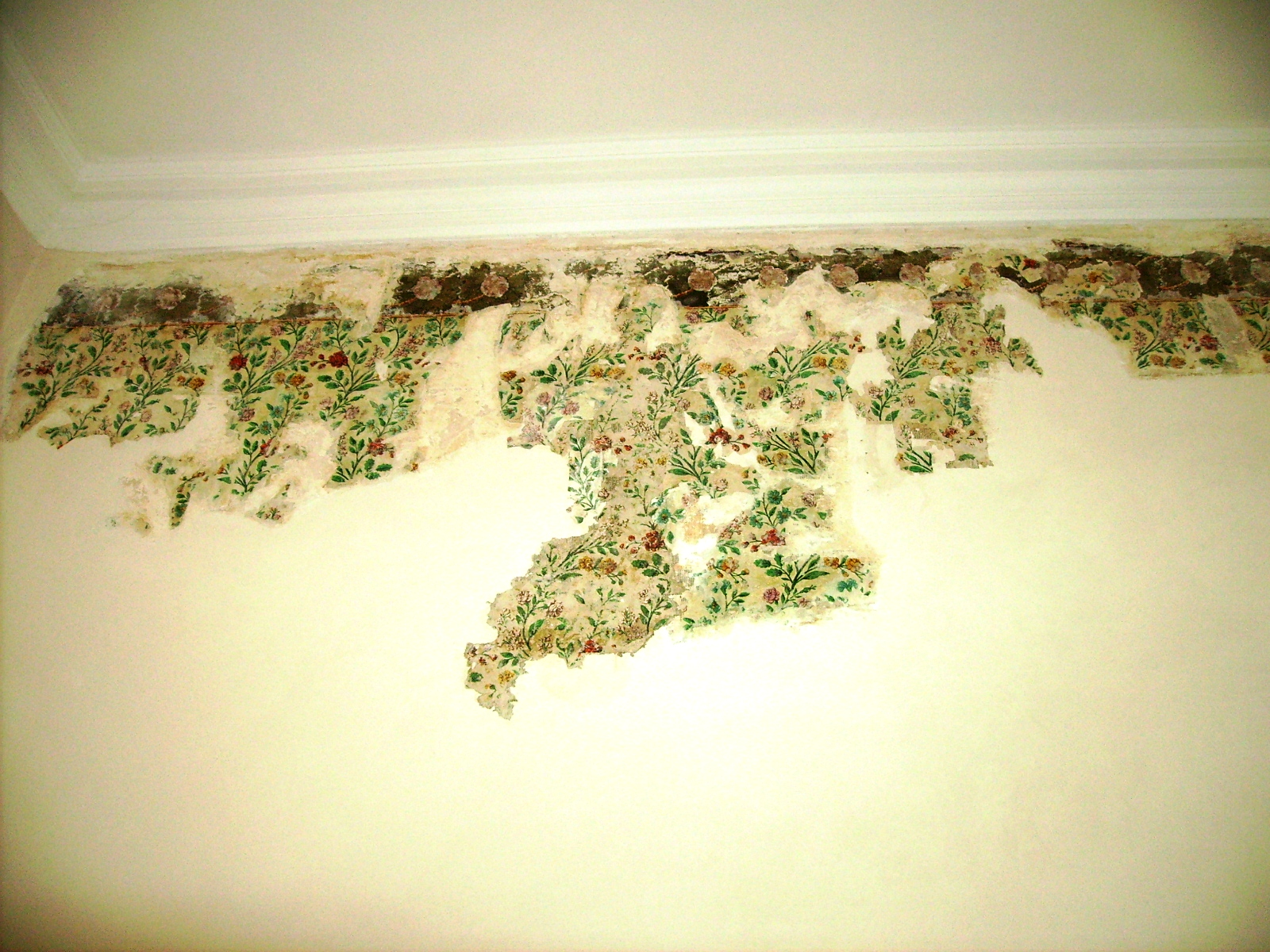
Freigelegte Wandbemalung im Obergeschoss

Der Lustgarten der Fürsten von Hohenzollern-Hechingen befand sich früher in der sogenannten Unterstadt in der Gegend der heutigen Hofgartenstraße. Fürst Josef Friedrich Wilhelm gab ihn im Jahr 1786 auf. Stattdessen legte er südlich der Stadt den heutigen „Fürstengarten“ an.
Für Wohnzwecke und kulturelle Veranstaltungen wurde dort das Lustgartenhaus im klassizistischen Stil errichtet. Die Entwürfe stammen von dem Architekten E. A. von Lammerz aus dem Jahre 1786. Während der Bauausführung kam es aber zu erheblichen Abweichungen von den Plänen.
In einer zweiten Bauphase von 1833 bis 1834 wurde das Gebäude für das Erbprinzenpaar erweitert. Zwei Seitenflügel wurden angebaut. Finanziert wurde der Umbau von der Gemahlin des Erbprinzen Eugénie de Beauharnais (1808–1847): Sie verkaufte dafür ihr Schloss Eugensberg im Thurgau für 32.000 Gulden an Heinrich von Kiesow aus Augsburg. Nach ihr ist die Villa auch in latinisierter Form benannt.
Während der Zeit der Weimarer Republik wurde schließlich in einer dritten Bauphase das ursprüngliche Raumgefüge durch den Einbau von Zwischenwänden und weitere Baumaßnahmen erheblich verändert.

## Nutzung
In der ersten Hälfte des 19. Jahrhunderts war die Villa Eugenia unter Konstantin, dem letzten Fürsten von Hohenzollern-Hechingen, der Mittelpunkt eines kulturell orientierten Hoflebens. 1838 war Amélie von Leuchtenberg, die ehemalige Kaiserin von Brasilien und Schwester Eugenies, zu Gast.
Als sich Fürst Konstantin 1850 auf seine Besitzungen in Schlesien zurückzog, übereignete er seine Gebäude in Hechingen gegen Zahlung einer Rente an das Haus Sigmaringen. Die offizielle Übergabe des Fürstentums an Preußen am 8. April 1850 fand in der Villa statt. Ein Jahr später übernachtete hier auch König Friedrich Wilhelm IV. 1855 war der spätere Kaiser Wilhelm I. in der Villa untergebracht.
Ab 1918 wurde das Gebäude intensiv für Wohnzwecke genutzt. 1995 kaufte es die Stadt Hechingen, 1999/2000 scheiterten die Sanierungs- und Ausbaupläne eines Privatinvestors, 2001 gründete sich ein Förderverein zur Sanierung. Nach der 2007 abgeschlossenen Generalsanierung steht das Gebäude für kulturelle und private Veranstaltungen zur Verfügung, die Stadt Hechingen hat hier eine Dependance des Standesamts.

## Gestaltung
Das Bauwerk war ursprünglich ein mit Vasen bekrönter Kuppelbau. Beim Umbau von 1833 wurde das alte Kuppeldach entfernt und ein Obergeschoss aufgesetzt. Die Kuppel wurde durch eine Art Zeltdach mit Plattform ersetzt. Links und rechts baute man zweistöckige große Seitenflügel an. Am runden Mittelrisalit wurde der Vasenschmuck entfernt, stattdessen gliederte man ihn mit Wandpilastern. Bei den Seitenflügeln gibt es nur einen einfachen Stuckfries.

## Park

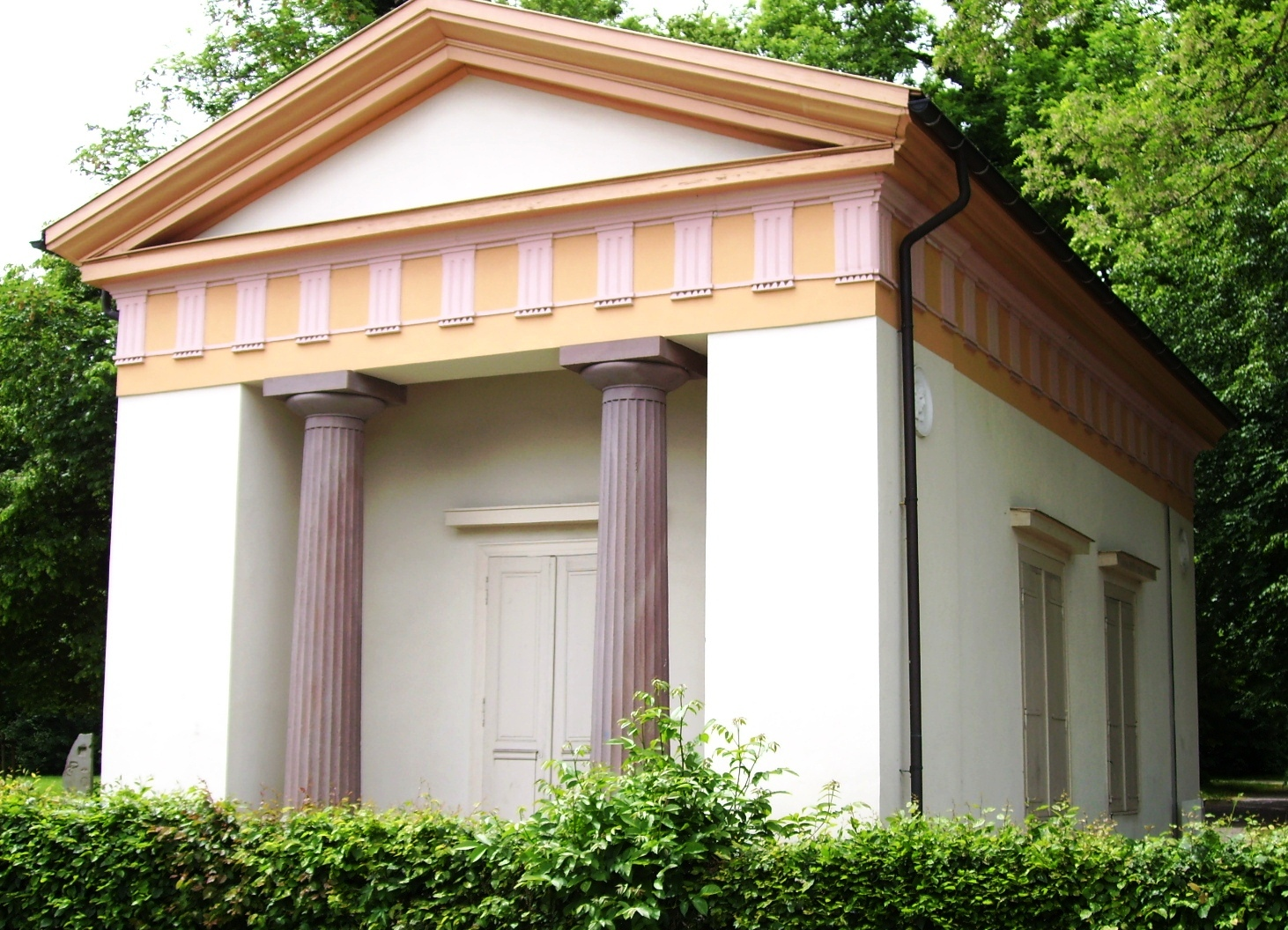
Billardhäuschen

Der Landschaftspark der Villa Eugenia wurde im englischen Stil geplant. Er wird auch als Fürstengarten bezeichnet. Man findet dort ein Billardhäuschen in der Gestalt eines griechischen Antentempels, das ursprünglich auch Weißes Häuschen genannt wurde. Später wurden im Fürstengarten noch einige Hofgebäude errichtet: 1837 die heute stark baufällige Orangerie, 1839 ein neues Küchengebäude gleich hinter der Villa Eugenia und 1842 die Fürstliche Oberförsterei, in der die uneheliche Tochter des Fürsten Konstantin Luise Scherer gemeinsam mit ihrem Ehemann Hofforstmeister Rudolf Gfrörer von Ehrenberg einquartiert wurde. 1844 erwarb Fürstin Eugénie die Gaststätte Silberburg und ließ sie in ein Sommerhaus mit einer Pergola aus umlaufenden dorischen Säulen umbauen (Villa Silberburg). Es diente als Gästehaus des Fürstenpaares.
Direkt gegenüber der Villa Eugenia befindet sich die 1837 bis 1838 errichtete klassizistische Villa Billing. Gustav von Billing war im Gefolge Eugénies als Leuchtenbergischer Hofkavalier nach Hechingen gekommen, wo er sich als Finanzberater und Unterhändler das Vertrauen Fürst Konstantins erwarb und zuletzt als Geheimer Finanzrat die Übergabeverträge mit Preußen aushandelte. Von seiner Witwe wurde das Gebäude später an den Fürsten von Hohenzollern verkauft und diente über lange Zeit als Fürstliches Forstamt.